# Storm Bombardiers
Gli Storm Bombardiers sono stati una squadra di football americano di Bedford, in Gran Bretagna. Fondati nel 1989 come Bedford Stags, assunsero l'anno seguente il nome di Bedford Bombardiers, col quale disputarono un Britbowl e una finale di secondo livello. Nel 1995 si fusero con i Northamptonshire Stormbringers assumendo il nome Storm Bombardiers, ma nel 1996 il sodalizio si sciolse e la squadra di Wellingborough riprese a giocare sotto le proprie precedenti insegne.